# Senecio sheldonensis
Senecio sheldonensis là một loài thực vật có hoa trong họ Cúc. Loài này được A.E.Porsild miêu tả khoa học đầu tiên năm 1950.